# Zaghouan

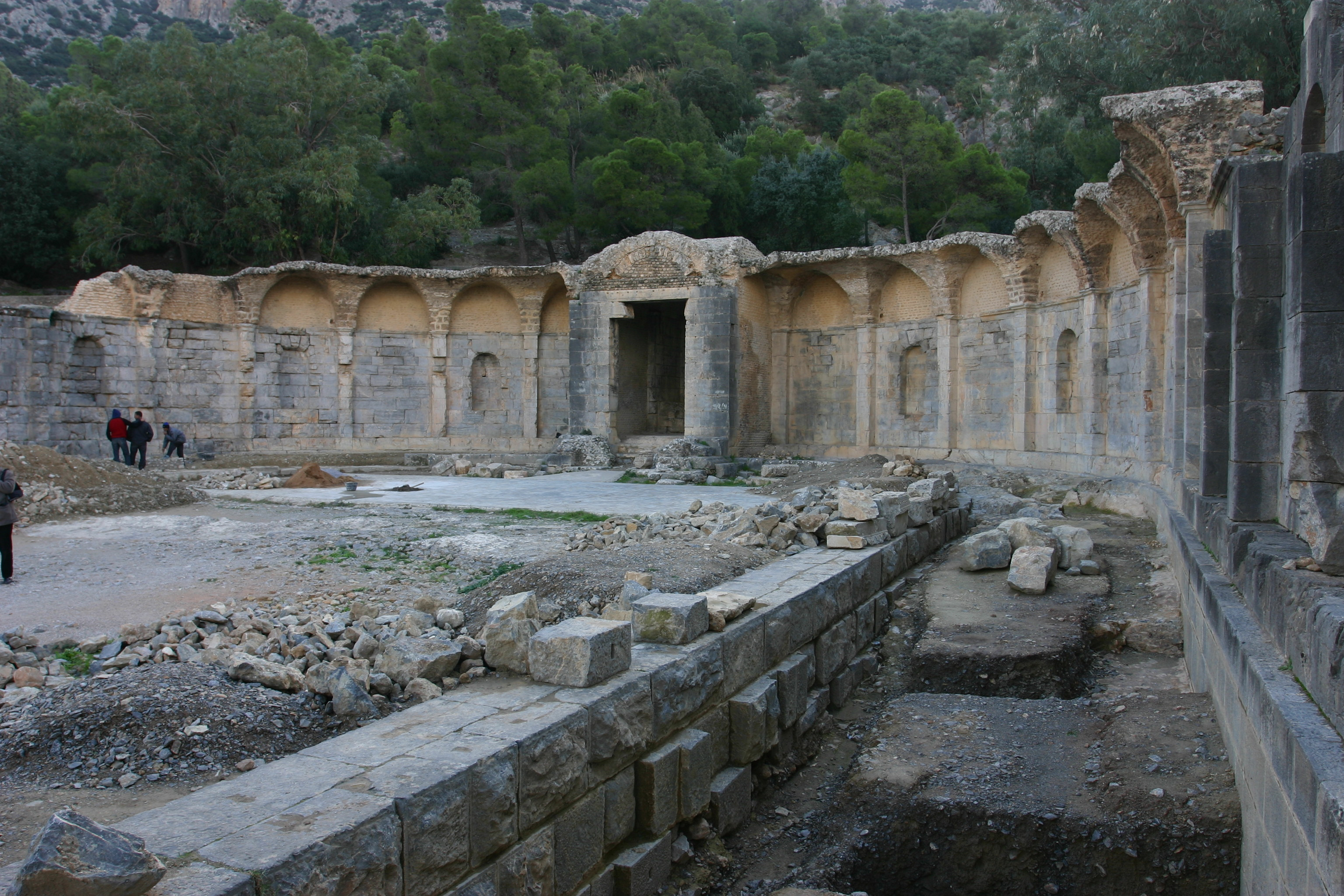
Nymphäum von Zaghouan

Zaghouan (arabisch زغوان) ist eine Kleinstadt und eine Gemeinde (municipalité) im Norden Tunesiens mit rund 16.000 Einwohnern. Sie ist Hauptstadt des Gouvernement Zaghouan.

## Lage
Die Stadt liegt zu Füßen des Djebel Zaghouan in einer Höhe von etwa 160 bis 200 m ü. d. M. Die Entfernung zur nördlich gelegenen Hauptstadt Tunis beträgt ca. 55 km (Fahrtstrecke); der Strand von Hammamet befindet sich etwa 54 km östlich.

## Bevölkerung
Die Bevölkerung besteht zum überwiegenden Teil aus in der zweiten Hälfte des 20. Jahrhunderts aus den umliegenden Bergregionen zugewanderten Berbern; Umgangssprache ist jedoch meist arabisch.

## Wirtschaft
Die Stadt ist das Zentrum einer wasserreichen und fruchtbaren Agrarregion mit Feldern und Ölbaumplantagen; zahlreiche Quellen und der Bau mehrerer Hammams haben die Kleinstadt zu einem Erholungszentrum für Tunesier gemacht. Heute pendeln viele Einwohner Zaghouans beruflich nach Tunis.

## Geschichte
Die Stadt mit Namen Ziqua war im Altertum Ausgangspunkt eines vom römischen Kaiser Hadrian (reg. 117–138) errichteten Aquädukts, durch den das mehr als 60 km entfernte Karthago mit Wasser versorgt wurde. Die Quelle wurde in römischer Zeit in einem noch teilweise erhaltenen Quellheiligtum gefasst, welches von zahlreichen Statuen geschmückt war, die sich heute im Bardo-Museum von Tunis befinden.
Im Zweiten Weltkrieg befand sich bei Zaghouan ein französisches Kriegsgefangenenlager, das seit Mitte Mai 1943 mit durchschnittlich 2600 meist deutschen Soldaten belegt war. Im August 1944 kam es dort zu einem Fememord. Der Täter wurde von einem französischen Militärgericht zum Tode verurteilt und erschossen. Fünf weitere Beschuldigte erhielten je 20 Jahre Freiheitsstrafe und kamen ins Zivilgefängnis in Tunis. Im Frühjahr 1945 wurde das Lager aufgelöst.

## Sehenswürdigkeiten
- Das Ortsbild von Zaghouan ist geprägt von verwinkelten Gassen und kleinen Plätzen mit weißgetünchten Häusern.
- Aus römischer Zeit stammen die Ruinen eines Stadttores.
- Oberhalb der Stadt befinden sich die restaurierten Ruinen eines Quellheiligtums (Nymphäum).
- Der Aquädukt von Zaghouan befindet sich wenige Kilometer nordwestlich der Stadt.